# Filature de soie de Tomioka et patrimoine industriel associé
La filature de soie de Tomioka et le patrimoine industriel associé (富岡製糸場と絹産業遺産群, Tomioka seishijō to kinu sangyōisangun) est un regroupement de sites qui se rapportent à l'industrialisation du Japon au cours de l'ère Meiji et qui fait partie du patrimoine industriel du Japon. La filature de soie de Tomioka construite en 1872 dans la préfecture de Gunma, est devenue un centre important pour la sériciculture, l'élevage des vers à soie et la production de soie grège. En 2007, les monuments ont été présentés conjointement à l'inscription sur la liste du patrimoine mondial de l'UNESCO sous les critères II, IV et V. En 2014 la soumission se trouve sur le liste indicative. Dix sites ont été proposés :

## Liste des sites proposés
| Site | Commentaires | Image | Emplacement                                   |
| --- | --- | ----- | --------------------------------------------- |
| Filature de soie de Tomioka (富岡製糸場, Tomioka seishijō),                                              | Établie en 1872 par le gouvernement de Meiji; fermée en 1987; Wada Ei décrit les conditions dans l'usine; Bien culturel important comprenant huit bâtiments classés patrimoine culturel du Japon; sites historiques |       | Tomioka 36° 15′ 21″ N, 138° 53′ 13″ E         |
| Grand mûrier d'Usune (薄根の大クワ, Usune no ōkuwa),                                                     | Plus grande plantation de mûrier au Japon; monument naturel |       | Numata 36° 40′ 48,94″ N, 139° 02′ 42,41″ E    |
| Arafune Fuketsu (荒船風穴, Arafune fuketasu)                                                             | entrepôt frigorifique de protection des œufs de vers à soie durant l'été |       | Shimonita 36° 14′ 48,79″ N, 138° 38′ 07,76″ E |
| Azumaya Fuketsu (東谷風穴, Azumaya fuketasu)                                                             | entrepôt frigorifique |       | Nakanojō 36° 38′ 14,3″ N, 138° 52′ 29,4″ E    |
| Lieu de naissance de Takayama-sha (高山社跡, Takayamasha ato)                                            | où a été mise au point une méthode d'élevage des vers à soie |       | Fujioka 36° 12′ 12,7″ N, 139° 01′ 55,2″ E     |
| Maison Tomizawa (富沢家住宅, Tomizawake jūtaku),                                                         | 1792; maison de sériciculteur; Bien culturel important |       | Nakanojō 36° 39′ 45,3″ N, 138° 51′ 19,7″ E    |
| Groupe de fermes à soie dans le district d'Akaiwa (中之条町六合赤岩, Nakanojō machi kuni akaiwa),        | Groupe bâtiments traditionnels (en) |       | Nakanojō 36° 34′ 37″ N, 138° 37′ 37″ E        |
| Ancien entrepôt de Kanrasha Obata-gumi (旧甘楽社小幡組倉庫, kyū Kanrasha Obatagumi sōko)                 | pour le stockage de la soie grège |       | Kanra 36° 13′ 54,8″ N, 138° 55′ 05,78″ E      |
| Ancienne infrastructure ferroviaire du col d'Usui (碓氷峠鉄道施設, Usui tōge tetsudō shisetsu),          | conçue par l'architecte britannique C.A.W. Pownall; Bien culturel important comprenant dix-sept bâtiments classés                                                                                                   |       | Annaka 36° 21′ 29,43″ N, 138° 41′ 52,78″ E    |
| Ancien chemin de fer et installations de Kōzuke (旧上野鉄道関連施設, kyū Kōzuke tetsudō kanren shisetsu) | voie ferrée secondaire pour l'industrie locale de la soie |       | Shimonita 36° 13′ 34,15″ N, 138° 47′ 36,37″ E |

## Source de la traduction
- (en) Cet article est partiellement ou en totalité issu de l’article de Wikipédia en anglais intitulé « The Tomioka Silk Mill and Related Industrial Heritage » (voir la liste des auteurs).